# Incidente Alejandrina Cox
El incidente de Alejandrina Cox fue un hecho ocurrido en Chile el 27 de junio de 1973, que implicó al general Carlos Prats, comandante en jefe del Ejército y ministro del Interior del presidente Salvador Allende.

## Antecedentes
En el momento de este hecho, la efervescencia civil estaba en su punto más alto en Chile, tanto a favor como en contra de las políticas del presidente Salvador Allende: el Poder Judicial se encontraba enfrascado en una abierta discrepancia con el Poder Ejecutivo, se desarrollaban reiteradas acusaciones constitucionales contra ministros de Estado, a lo que se sumaba una huelga en la mina de El Teniente. Todo esto afectó considerablemente al general Carlos Prats; no obstante, mantenía la esperanza de encontrar una solución a la crisis, ya que de no ser así se produciría un golpe de Estado, lo que desembocaría en una dictadura militar.[cita requerida]

## Acontecimientos
El 27 de junio de 1973, alrededor de las 15:00, el general Prats era conducido por su chofer a su oficina en un automóvil Ford LTD de color azul, identificado con la placa patente EF432. La hostilidad de la gente era tal, que al ser Prats reconocido, fue insultado por varios de los automovilistas que circulaban junto a su vehículo. A la altura de la Compañía de Cervecerías Unidas (sitio en que actualmente se ubica el centro comercial Costanera Center), un pequeño coche Renault rojo (identificado con la placa patente DY112 de Las Condes) se colocó al lado del general y dentro de éste, dos personas (dos hombres, según el general) comenzaron a reírse, burlándose de él y haciendo gestos obscenos. Entonces Prats abrió su ventanilla lateral, y apuntando al automóvil rojo con el revólver que pertenecía al chofer, ordenó al conductor que se detuviera, pero éste no obedeció. Posteriormente, Prats disparó al Renault en su guardabarros delantero izquierdo, haciendo que el vehículo se detuviera a la altura de la calle Montolín (actual Monseñor Sótero Sanz de Villalba).
Ambos vehículos se detuvieron de inmediato y los conductores salieron. El otro conductor era una mujer, Alejandrina Cox Palma de Valdivieso, simpatizante del Frente Nacionalista Patria y Libertad que iba acompañada de su sobrino, Juan Pablo Cox. Una muchedumbre comenzó a juntarse alrededor de él que lo insultó, acusándolo de intentar matar a la mujer, ante lo cual Prats tomó su pistola por el cañón, señalándole a sus agresores que no tenía inconvenientes en entregársela y que no temía un posible linchamiento.
El automóvil de Prats fue bloqueado, siendo rayado con grafitis con pintura verde —el agricultor Juan Luis Boezio Sepúlveda escribió la frase «Gral. Prats asesino» y al ser interceptado por un oficial de Carabineros le lanzó una lata de pintura, siendo detenido por dicha acción— y sus neumáticos fueron desinflados, a la vez que rápidamente llegaron al lugar periodistas y reporteros gráficos. Carlos Rodríguez, un taxista presente en el lugar, le dice a Prats: "¡General, lo van a linchar. Déjeme sacarlo de aquí!", rescatándole de la turba en su automóvil Fiat 1500, identificado con la placa patente UU391 de La Reina.
Durante la tarde, Carlos Prats fue al Palacio de La Moneda y presentó su renuncia al presidente Salvador Allende, quien la rechazó y logró convencerlo de quedarse en su cargo. Sin embargo, las noticias del incidente fueron multiplicadas en las primeras páginas de todos los periódicos, y la oposición lo acusó de cobardía y argumentó que una persona que dispara contra una mujer desarmada es mentalmente incapaz de comandar el Ejército. La prensa del gobierno lo defendió señalando que lo habían provocado y que se podría tratar de una tentativa fracasada contra su vida, y el Ejército de Chile lo apoyó.

## Consecuencias
El incidente provocó que la percepción pública del general Carlos Prats como un baluarte serio y equilibrado de la «doctrina Schneider» (manteniendo al Ejército lejos de los asuntos civiles) estuviera en entredicho. Prats y Cox dieron excusas públicas el uno al otro, pero su posición pública fue minada seriamente. Prats permaneció en el poder durante menos de dos meses después del incidente. En el libro La conjura, la periodista Mónica González Mujica relata que en 1977 el abogado Carlos Cruz Coke menciona el incidente de Prats con Alejandrina Cox como parte de la «Operación Charly», un plan destinado a desprestigiar la imagen del comandante en jefe del Ejército.
Durante aquel período, recuperó algo de su posición pública con su postura durante el Tanquetazo, pero la perdió otra vez después de las protestas públicas de las mujeres de sus generales y oficiales frente de su casa el 22 de agosto de 1973. Su dimisión como Ministro y el Comandante en jefe de Ejército, ocurrida el 23 de agosto de 1973, quitó el último obstáculo para el golpe de Estado en Chile de 1973.